# Chrysotus guyanensis
Chrysotus guyanensis är en tvåvingeart som beskrevs av Octave Parent 1934. Chrysotus guyanensis ingår i släktet Chrysotus och familjen styltflugor.
Artens utbredningsområde är Guyana. Inga underarter finns listade i Catalogue of Life.